# Шукаловский, Василий Михайлович Чертенок
Василий Михайлович Чертенок Шукаловский  — сын боярский и голова на службе у московских князей Ивана III и Василия III.
Сын Михаила Глебовича Черта Шукаловского. В 1490-1491 гг. годах описывал Ростов. В 1490-1500/1501 гг. был судьей в поземельных спорах. В 1508-1514 годах вместе с князем М.В.Шуйским был наместником в Переславле и сторожил в нём детей опального брата Василия III углицкого князя Андрея Горяя.
Имел пятерых сыновей: Фёдора Большого, Ивана, Василия, Ивана Усатого и Фёдора Тучко Меньшего.